# Deutsches Zentrum für integrative Biodiversitätsforschung
Das Deutsche Zentrum für integrative Biodiversitätsforschung (iDiv) Halle-Jena-Leipzig ist ein DFG-Forschungszentrum mit Mitarbeitern und Mitgliedern an den Hauptstandorten Halle, Jena und Leipzig. Es ist eine zentrale Einrichtung der Universität Leipzig und wird zusammen mit der Martin-Luther-Universität Halle-Wittenberg und der Friedrich-Schiller-Universität Jena betrieben sowie in Kooperation mit dem Helmholtz-Zentrum für Umweltforschung. Darüber hinaus gehören sieben weitere außeruniversitäre Forschungseinrichtungen zum iDiv-Konsortium. iDiv wurde 2012 gegründet und wird von der DFG gefördert.

## Geschichte

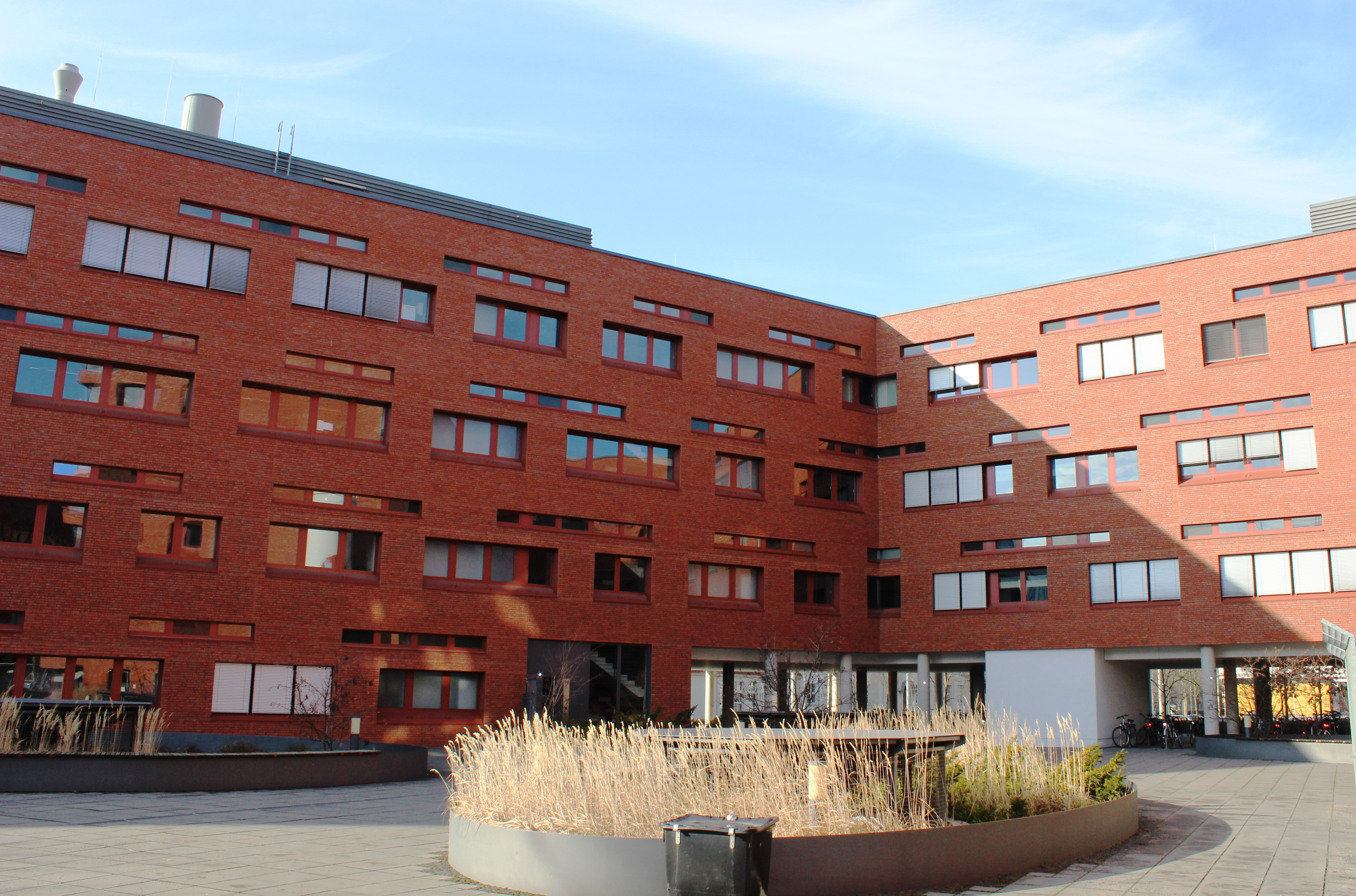
Sitz von iDiv bis 2021, die Bio City Leipzig.

Wegen des großen Forschungsbedarfs bei der Umsetzung der Nationalen Strategie zur Biologischen Vielfalt entwickelte die DFG die Idee eines eigenen Sonderforschungsbereiches für das Thema Biodiversität. Beschlossen wurde schließlich eine Institutionalisierung in Form eines DFG-Forschungszentrums.
Bis Oktober 2010 hatten sich bei der DFG 15 Hochschulen für die Einrichtung des Forschungszentrums beworben. Die FU Berlin, die Universität Göttingen, der Universitätsverbund Halle-Jena-Leipzig und die Universität Oldenburg waren im Juli 2011 vom DFG-Senat ausgewählt worden. Die FU Berlin und der Univerbund Halle-Jena-Leipzig kamen in die engste Wahl. Die Entscheidung fiel schließlich für das Konsortium aus Sachsen-Anhalt, Thüringen und Sachsen.
Am 27. April 2012 fiel die Entscheidung für den Universitätsbund Halle-Jena-Leipzig und für die Einrichtung des Kernzentrums am Standort Leipzig. Der Hauptausschuss der DFG wählte auf seiner Sitzung in Bonn auf Vorschlag des DFG-Senats die gemeinsame Bewerbung der Universitäten Halle, Jena und Leipzig aus. Die wissenschaftlichen und strukturellen Voraussetzungen an den drei benachbarten Standorten seien exzellent, da sie zum Start des Zentrums schon über ein ausgeprägtes Profil und zahlreiche, teilweise international ausgerichtete Forschungsprojekte in den Biodiversitätswissenschaften verfügten, begründete die DFG ihre Entscheidung. An dem neuen Zentrum sind darüber hinaus acht außeruniversitäre Forschungseinrichtungen beteiligt: das Helmholtz-Zentrum für Umweltforschung – UFZ, das Max-Planck-Institut für Biogeochemie, das Max-Planck-Institut für chemische Ökologie, das Max-Planck-Institut für evolutionäre Anthropologie, das Leibniz-Institut Deutsche Sammlung von Mikroorganismen und Zellkulturen, das Leibniz-Institut für Pflanzenbiochemie, das Leibniz-Institut für Pflanzengenetik und Kulturpflanzenforschung und das Leibniz-Institut Senckenberg Museum für Naturkunde Görlitz.

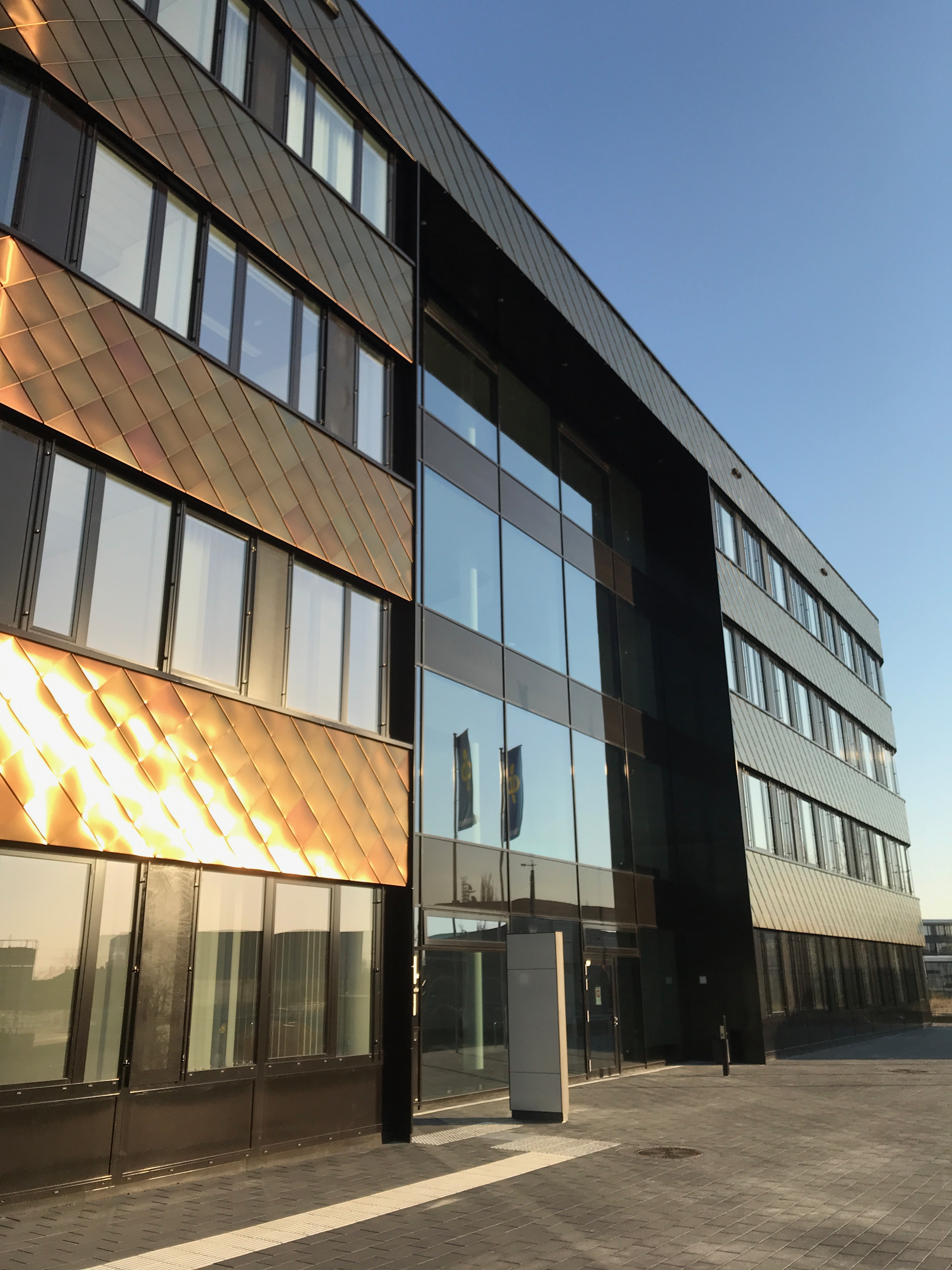
iDiv-Neubau auf der Alten Messe Leipzig

Im Herbst 2012 zog das Zentrum in die Bio City Leipzig im Südosten Leipzigs am Deutschen Platz ein. 2018 erfolgte der Spatenstich für ein neues iDiv-Gebäude auf dem Gelände der alten Messe, das Richtfest fand im März 2019 statt. Der Umzug wurde 2021 abgeschlossen.

## Finanzierung
Die DFG finanzierte iDiv in der zweiten Förderperiode (2016–2020) mit jährlich rund 9 Millionen Euro. Damit wurde die Finanzierung gegenüber der ersten Förderperiode um 32 Prozent erhöht. Hinzu kamen Eigenanteile der Partner im iDiv-Konsortium sowie Fördergelder für einzelne Forschungsprojekte (Drittmittel). Die DFG fördert DFG-Forschungszentren wie iDiv meist über einen Zeitraum von dreimal vier Jahren.

## Forschung
Die Biodiversitätsforschung bei iDiv erfolgt vor dem Hintergrund der aktuellen Biodiversitätskrise. Deren Ausmaß, die zugrunde liegenden Prozesse sowie die Konsequenzen für den Menschen sind vielfach unbekannt. Um die komplexen Zusammenhänge besser zu verstehen, setzt die iDiv-Forschung Schwerpunkte auf Synthese, Theoriebildung und Transdisziplinarität. Dabei verfolgt iDiv zwei übergeordnete Ziele: Erstens: Die wissenschaftlichen Grundlagen für den nachhaltigen Umgang mit der Biodiversität der Erde bereitzustellen. Zweitens: Ein neues Forschungsfeld zu entwickeln: die „Integrative Biodiversitätsforschung“.

## LifeGate
Das iDiv ist der Betreiber von LifeGate, einer interaktiven taxonomischen Karte aller Lebewesen, d. h. der zellulären Organismen, Bakterien, Archaeen, Eukaryoten einschließlich des Menschen (ohne Viren). Das Projekt hat zurzeit (16. August 2022) auf iOS-Geräten offenbar nur eingeschränkte Funktionalität (kein Kontextmenü), Windows-PCs sind davon nicht betroffen.

## Personal und Struktur
iDiv hat vier Sprecher: Christian Wirth (Universität Leipzig), Henrique Miguel Pereira (Martin-Luther-Universität Halle-Wittenberg), Nicole van Dam (Friedrich-Schiller-Universität Jena) und Tiffany M. Knight (Helmholtz-Zentrum für Umweltforschung – UFZ).
Bislang wurden neun W3-Professoren berufen:
- Experimental Interaction Ecology (Nico Eisenhauer)
- Biodiversity Conservation (Henrique Miguel Pereira)
- Ecosystem Services (Aletta Bonn)
- Molecular Interaction Ecology (Nicole van Dam)
- Physiological Diversity (W. Stanley Harpole)
- Biodiversity Synthesis (Jonathan Chase)
- Theory in Biodiversity Sciences (Ulrich Brose)
- Spatial Interaction Ecology (Tiffany M. Knight)
- Biodiversity Economics (Martin Quaas)

Zudem gibt es mehrere Junior-Forschungsgruppen (Nachwuchsgruppen): Domestikationsgenomik (Martin Mascher), Evolution und Adaptation (Renske Onstein), Waldökologie und -modellierung (Nadja Rüger), Makroökologie und Gesellschaft (Carsten Meyer), Nachhaltigkeit und Komplexität der Lebensräume von Menschenaffen (Hjalmar Kühl) (Stand: September 2020).
Daneben gibt es mehrere operative Einheiten: Im Synthesezentrum sDiv kommen in sogenannten working groups Wissenschaftler aus aller Welt zusammen, um aus vorhandenen Daten und vorhandenem Wissen, neue Erkenntnisse zu erarbeiten. Ziel der Graduiertenschule yDiv (Young Biodiversity Research Training Group) ist es, eine neue Generation interdisziplinär arbeitender Biodiversitätswissenschaftler auszubilden. Die Wissenschaftliche Koordination fördert die Integration zwischen den Arbeitsgruppen und den iDiv-Mitgliedern, die an verschiedenen Orten in Mitteldeutschland arbeiten. IT-Support, Bioinformatik (BIU) und Biodiversitätsinformatik (BDU) sorgen für die Speicherung, Bereitstellung und Auswertung von Daten. Das Team der Verwaltung kümmert sich um Einkauf, Finanzen, Personal und Infrastruktur. Die Abteilung Medien und Kommunikation fördert den Dialog mit Gesellschaft und Politik.